# Зинаида
Зинаи́да (др.-греч. Ζηναΐς) — женское имя. В переводе с древнегреческого «принадлежащая Зевсу», «из рода Зевса», «рождённая Зевсом», «божественная дочь». В большинстве западноевропейских языков существует в форме Зенаида. В европейских странах, в отличие от России, обычно относится к очень редким именам. 

## Носительницы имени
- Святая мученица Зинаида Тарсийская (около 100 года) — по преданию, вместе со своей родной сестрой Филонилой, приходилась родственницей апостолу Павлу. Проповедовала христианство, исцеляла больных. Убита камнями[2].
- Род птиц горлицы-зенайды (лат. Zenaida) семейства голубиных был назван описавшим его орнитологом Шарлем Люсьеном Бонапартом в честь своей супруги, Зенаиды Бонапарт.

## Именины
- Православные (даты по григорианскому календарю): 20 июня, 24 октября[3].
- Католические: 5 июня, 11 октября[4].